# Franciscus Leonardus Stracké
Franciscus Leonardus Stracké, auch Frans Stracké oder Franz Stracke (* 25. November 1849 in Rotterdam; † 1919 in Haarlem, Provinz Noord-Holland), war ein niederländischer Bildhauer.

## Leben
Franciscus Leonardus Stracké war ein Spross der von seinem Großvater Ignatius Stracké in Dorsten begründeten Künstlerdynastie Stracké (Stracke). Deren zweite Generation wurde durch den Vater Johan und dessen Brüder Gottfried und Frans gebildet, die alle drei Bildhauer und Lehrer wurden. In dritter Generation folgten Franciscus Leonardus, sein Bruder Leo Paulus Johannes, Cousin Theodor, der Sohn Gottfrieds, sowie die Cousins Xavier und Louis, die Söhne von Frans Stracké.

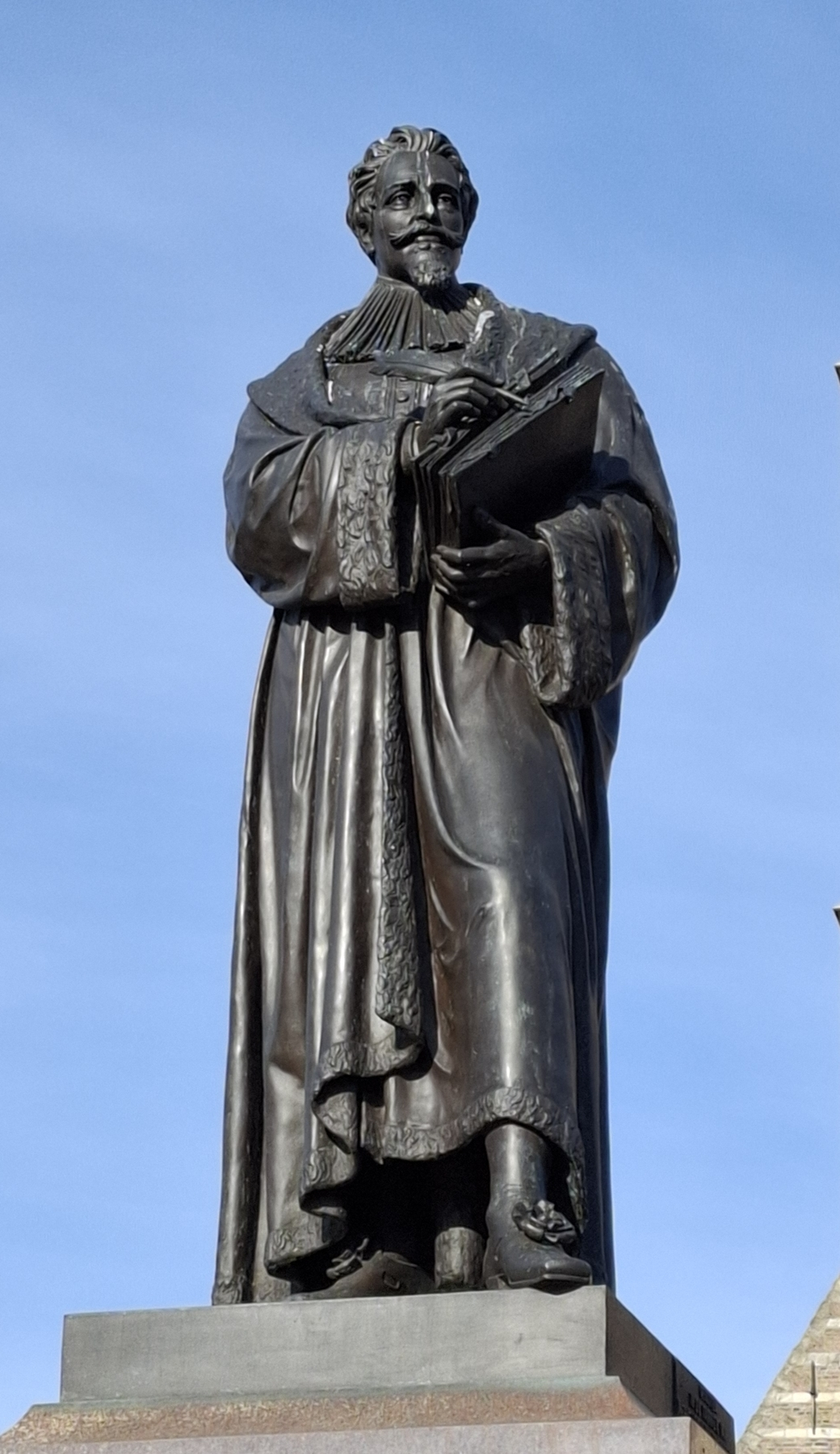
Standbild von Hugo Grotius auf dem Markt in Delft

Sein Vater arbeitete neben der Bildhauerei zunächst als Lehrer an der Academie van Beeldende Kunsten en Technische Wetenschappen in Rotterdam. Ab etwa 1860 pendelte er zwischen Deutschland (Münster und Berlin) und den Niederlanden. 1865 wurde er Lehrer an der Zeichen- und Handwerksschule der Maatschappij voor de Werkende Stand in Amsterdam. Von 1876 bis 1891 war er Direktor der Koninklijke School voor Nuttige en Beeldende Kunsten, einer Kunstgewerbeschule in ’s-Hertogenbosch.
1870 war Franciscus Leonardus Stracké Schüler an der Kunstakademie Düsseldorf, wo vom selben Jahr bis 1871 auch sein Bruder Leo eingeschrieben war. An der Düsseldorfer Akademie war er Schüler der 2. Bildhauerklasse von August Wittig.
Stracké wirkte als Bildhauer in den Niederlanden. Oft unterstützte er seinen Vater bei dessen Projekten. Eines seiner eigenen Werke ist das Standbild von Hugo Grotius auf dem Markt in Delft. Schüler seines Ateliers waren Hendrik van den Eijnde (1869–1939) und Johannes Petrus Maas (1861–1941).